# Amina Njonkou
Amina Njonkou, née le 6 avril 1988, est une joueuse camerounaise de basket-ball, au poste d'ailier fort. Elle est membre de l'Équipe du Cameroun féminine de basket-ball et a participé aux championnats d’Afrique de basket-ball féminin en 2009, 2011, 2013 et 2015.

## Palmarès
- Médaille d'argent du Championnat d'Afrique de basket-ball féminin 2015